# Spolek
Spolek je obecně sdružení či skupina osob. V českém právu je od 1. ledna 2014 spolek zvláštní forma právnické osoby, určená pro samosprávné a dobrovolné sdružení osob vedených společným zájmem, které je založeno nejméně třemi osobami. Účelem spolku mohou být buď vzájemně prospěšné cíle, tedy společné aktivity zaměřené jen na členy spolku (sportovní kluby, myslivecká sdružení apod.), nebo veřejně prospěšné cíle směřující vůči veřejnosti (poskytování sociálních služeb, vzdělávací a informační aktivity apod.), případně cíle smíšené. Spolek může vlastním jménem podnikat, ale nesmí to být jeho hlavní činností a případný zisk musí být použit na podporu dosažení vlastních cílů spolku. Členy spolku mohou být fyzické i právnické osoby. Název musí obsahovat slova „spolek“ nebo „zapsaný spolek“, případně zkratku „z. s.“ Zapisuje se do spolkového rejstříku, který je veden příslušným rejstříkovým soudem. Právně upraven je v § 214–302 občanského zákoníku.

## Historie spolků v českých zemích

### Spolky v Rakouském císařství a v Československu do roku 1951
V Rakouském císařství bylo zakládání spolků umožněno císařským patentem ze dne 26. listopadu 1852 (zákonem č. 253/1852 ř. z.). Založení každého jednotlivého spolku ovšem podle tohoto zákona podléhalo schválení státních úřadů, které tak měly nad zřizováním spolků plnou kontrolou, takže zakládání například českých národních spolků (např. Hlahol, Sokol, Umělecká beseda, Americký klub dam, Tělocvičný spolek paní a dívek pražských) bylo možné až[zdroj⁠?!] po skončení období neoabsolutismu a vydání Říjnového diplomu roku 1860. 15. listopadu 1867 pak byl vydán nový zákon č. 134/1867 ř. z., o právě spolčovacím, podle něhož se v souladu s principy liberalismu založení spolku státním úřadům pouze oznamovalo a státní úřady mohly založení spolku zakázat jen v případech, kdy stanovy spolku odporovaly zákonu.
Rakouská právní úprava platila v české části Československa až do roku 1951, na Slovensku platila nařízení uherského ministra vnitra.

### Dobrovolné organizace za socialismu
V roce 1951 byl v Československu vydán zákon č. 68/1951 Sb., o dobrovolných organizacích a shromážděních, účinný od 1. října 1951. Tímto zákonem byl nahrazen zákon č. 134/1867 ř. z., o spolčovacím právu i stejně starý zákon o shromažďovacím právu a též nařízení uherského ministra vnitra ve věcech práva spolčovacího a shromažďovacího z let 1848 až 1913. Ve svém důsledku znamenal pro mnohé spolky konec činnosti, případně pokračování v jiné formě. Tento stručný zákon upravoval zároveň i právo shromažďovací, ministr vnitra byl zákonem zmocněn vydat podrobné prováděcí předpisy.
Podle tohoto zákona se lid sdružuje v dobrovolných organizacích, zejména v jednotné odborové organizaci, v organizaci žen, v organizaci mládeže, v jednotné lidové tělovýchovné a sportovní organizaci, v kulturních, technických a vědeckých sdruženích k uplatnění svých demokratických práv a tím k upevnění lidově demokratického zřízení a k podpoře úsilí o výstavbu socialismu. Základním dokumentem, který určoval úkoly organizace a způsob jejich dosahování, název, sídlo, obvod činnosti a organizační uspořádání, byl organizační řád. Podmínkou vzniku organizace bylo schválení organizačního řádu místně příslušným krajským národním výborem, u organizací působících na území více krajů ministerstvo vnitra.
Členství bylo dle zákona dobrovolné, právo na členství měl v mezích organizačního řádu každý, kdo svou účastí může přispět k splnění úkolů organizace. Povinnou zásadou byl demokratický centralismus při rozhodování a demokratická volba funkcionářů. Stát prostřednictvím národních výborů, ministerstva vnitra a věcně příslušných ústředních úřadů dle zákona pečoval o rozvoj organizací, vytvářel příznivé podmínky pro jejich činnost a růst a dbal, aby život v nich se vyvíjel v souladu s ústavou a se zásadami lidově demokratického zřízení.
Zákon výslovně stanovil, že organizacemi podle tohoto zákona jsou Revoluční odborové hnutí, Jednotné svazy zemědělců (tj. Jednotný svaz českých zemědělců a Jednotný zväz slovenských rolnikov dle zákona č. 145/1947 Sb.), Československý svaz mládeže, Svaz československo-sovětského přátelství, Československý svaz žen, Československá obec sokolská a Československý červený kříž. Zákon přitom dal ministerstvu vnitra zmocnění prohlásit další organizace (spolky) vzniklé před 1. říjnem 1951 za organizace podle tohoto zákona.
Přechodné ustanovení určilo, že spolky vzniklé před 1. říjnem 1951, které vyvíjejí svou činnost ve shodě se zájmy pracujícího lidu, se mohou přeměnit v organizace nebo do nich včlenit nebo se přeměnit též v jiný vhodný útvar nebo do něho včlenit. Způsob přeměny nebo včlenění spolků, jakož i zánik zbylých spolků a způsob, jak bude naloženo s jejich majetkem, bylo zmocněno upravit ministerstvo vnitra v dohodě se zúčastněnými ústředními úřady obecným právním předpisem. Až do své přeměny mohly spolky pokračovat v činnosti podle dosavadních stanov, avšak finanční opatření přesahující rámec běžné správy mohly činit jen se souhlasem krajského národního výboru.

### Občanská sdružení
Termín občanské sdružení, nahrazovaný v textech zákonů i krátkým označením sdružení, byl zaveden československým zákonem č. 83/1990 Sb., o sdružování občanů. Občanské sdružení vznikalo registrací stanov u Ministerstva vnitra. Občanská sdružení podle tohoto zákona existovala v České republice od roku 1990, od počátku roku 2014 se sdružení podle nového občanského zákoníku považují za spolky a ve lhůtě stanovené zákonem tomu musí přizpůsobit i své názvy a stanovy.
Tato právní úprava byla velmi stručná a nedostatečná a byla považována za provizorium, kterým byla řešena absence prováděcí právní úpravy k článku 20 Listiny základních práv a svobod. Právní forma občanského sdružení byla určena pro všechny typy spolků, společností, svazů, hnutí, klubů a jiných občanských sdružení. Terminologie byla matoucí, protože termín sdružení používaly i jiné zákony (například starý občanský zákoník) pro subjekty, které nepodléhaly zákonu o sdružování občanů. Též přívlastek „občanský“ byl zavádějící, protože zakladateli a členy mohly být i právnické osoby. Zákon též nezajišťoval zápis statutárních orgánů sdružení do žádného veřejného rejstříku, takže vnější osoba neměla možnost si ověřit, kdo je oprávněn za sdružení jednat.
Vedení rejstříku občanských sdružení nebylo zákonem dostatečně upraveno, nebyla tedy ani garantována úplnost a aktuálnost seznamů publikovaných ministerstvem. První pokusy ke zvýšení transparentnosti provedlo v letech 2003–2007; v roce 2006 vznikla Evidence nestátních neziskových organizací, která se zánikem tohoto ministerstva přešla na ministerstvo vnitra; zpočátku do ní subjekty dodávaly informace dobrovolně pod vlivem příslibu výhod, záměr změnit tuto evidenci v zákonem určený veřejný rejstřík neuspěl a kolem roku 2010 přestala být evidence aktualizována. Vláda na svém webu sice zveřejňovala alespoň jakýsi seznam sdružení, ale výslovně přitom upozorňovala, že tento seznam nemá charakter veřejného seznamu. U sdružení vzniklých do roku 2000 vláda uváděla v seznamu název, datum vzniku, adresu a identifikační číslo, u sdružení vzniklých počínaje rokem 2001, kdy evidence přešla na ministerstvo vnitra, již nebyla zveřejňována adresa sídla.
Podle seznamu občanských sdružení, vedeném Ministerstvem vnitra České republiky, jich bylo v Česku v polovině roku 2013 registrováno přes 93 tisíc.[zdroj⁠?!] K 18. březnu 2013 jich ministerstvo vnitra údajně evidovalo 92 452. V některých letech (1991, 1992, 1998) činil meziroční nárůst počtu kolem 6 tisíc, krom toho údaje z různých zdrojů se liší mnohdy i v řádu tisíců. Značnou část z evidovaných a započítávaných organizací ovšem mohou přestavovat sdružení, která jsou již neaktivní nebo která nikdy žádnou aktivitu nevyvíjela. Ministerstvo po zaniklých sdruženích nijak systematicky nepátralo a jen občas připsalo do seznamu poznámku „neaktivní“ na základě nahodilých poznatků z průzkumů Českého statistického úřadu, právní prostředí nijak nemotivovalo neaktivní sdružení a jejich orgány, aby zajistily výmaz, ostatně výmaz nebyl zákonem zajištěn dokonce ani v případech, kdy sdružení právně skutečně zaniklo.
Forma občanského sdružení byla pravděpodobně také hojně využívána k obcházení daňových povinností. Občanská sdružení byla koncipována na principu samofinancování. Podnikání občanských sdružení bylo původně ošetřeno novelou č. 103/1990 Sb. hospodářského zákoníku, podle které měla občanská sdružení k hospodářské činnosti zřizovat podniky nebo hospodářská zařízení, ovšem k 1. lednu 1992 byl hospodářský zákoník zrušen obchodním zákoníkem a podnikání občanských sdružení zůstalo v právním vakuu, které bylo vyplňováno právními výklady, které hovořily o hlavní činnosti spolkové a možné vedlejší činnosti hospodářské. Občanská sdružení, vesměs bez ohledu na to, zda jejich poslání bylo veřejně prospěšné, měla různé výjimky osvobozující ji od darovací a dědické daně a daně z příjmů z činností, z dotací, z příspěvků na provoz, z úroků, z nemovitostí atd.
Studie Tomáše Rohrbachera z roku 2007 namátkovým šetřením na reprezentativním vzorku ze sdružení uvedených ve veřejném seznamu zjistila, že svoji webovou prezentaci má 25 % z evidovaných občanských sdružení, přičemž z nich například jen 63 % mělo na svém webu kontaktní údaje, jen 28 % mělo na webu informaci o statutárních orgánech, jen 21 % své stanovy, jen 7 % o svém hospodaření, jen 7 % výroční zprávy, jen 3 % informace o velikosti svého rozpočtu. K podobným závěrům došla i publikace Pavla Bachmanna z roku 2012 s názvem Transparentnost organizací občanské společnosti.
Proti odmítnutí registrace, stejně jako proti rozpuštění občanského sdružení bylo možné se soudně bránit. Ačkoli zákon o sdružování občanů hovořil o „Nejvyšším soudu České republiky“, resp. „nejvyšším soudu republiky“, protože byl přijat v roce 1990 a po osamostatnění správního soudnictví v roce 2003 nebyl v tomto směru novelizován, soudní praxe dospěla k závěru, že příslušným soudem je soud správní, konkrétně Městský soud v Praze.
Církve a náboženské společnosti, politické strany a politická hnutí nebo obecně prospěšné společnosti se řídily odlišným právním režimem.
Zákon o sdružování občanů zakazoval sdružení, jejichž cílem je popírat nebo omezovat osobní, politická nebo jiná práva občanů pro jejich národnost, pohlaví, rasu, původ, politické nebo jiné smýšlení, náboženské vyznání a sociální postavení, rozněcovat nenávist a nesnášenlivost z těchto důvodů, podporovat násilí, anebo jinak porušovat ústavu a zákony, a také sdružení, která sledují dosahování svých cílů způsoby, které jsou v rozporu s ústavou a zákony. Rovněž byla zakázaná sdružení ozbrojená nebo s ozbrojenými složkami, z čehož však bylo vyjmuto držení střelných zbraní pro sportovní účely nebo k výkonu práva myslivosti.

## Spolky v Česku od roku 2014

### Zavedení a transformace
Nový občanský zákoník, č. 89/2012 Sb., s účinností od 1. ledna 2014 znovu zavedl do českého právního řádu pojem spolků. Zrušil dosavadní zákon o sdružování občanů a tematiku spolků upravil v § 214–302.
§ 3045 nového občanského zákoníku stanoví, že sdružení podle zákona o sdružování občanů se ihned s účinností zákona považují za spolky. Občanská sdružení mají rovněž povinnost v přechodné lhůtě stanovené zákonem uvést stanovy organizace do souladu s podmínkami, které zákon stanoví pro spolky. Organizační jednotky sdružení způsobilé jednat vlastním jménem se považují za pobočné spolky, avšak pokud hlavní spolek do tří let nepodá návrh na zápis pobočného spolku, pak právní osobnost pobočného spolku uplynutím této lhůty zaniká.
Zákon č. 68/2013 Sb., o změně právní formy občanského sdružení na obecně prospěšnou společnost, nabyl účinnosti již dne 1. dubna 2013. Tato změna právní formy pro občanská sdružení byla doporučována pod vlivem výkladu, že spolky, v něž se jinak občanská sdružení automaticky změnila, mají oproti občanským sdružením omezené možnosti poskytovat služby veřejnosti, tedy svým nečlenům (tento výklad však řádně nereflektuje skutečnost, že společný zájem členů spolku může být nejen soukromého, ale také veřejného charakteru, jako je např. ochrana zájmů spotřebitelů nebo poskytování sociální služby). Zákon tak umožnil občanským sdružením uniknout před novým občanským zákoníkem do této právní formy, o níž se předem předpokládalo, že zůstane právně zakonzervována, tedy že od roku 2014 již nebude možné s ní spojená práva omezit. Nový občanský zákoník totiž v § 3050 stanoví, že „práva a povinnosti obecně prospěšných společností se i nadále řídí dosavadními právními předpisy“, ale zároveň v závěrečných ustanoveních (§ 3080 body 163 a 164) ruší zákon č. 248/1995 Sb., o obecně prospěšných společnostech, což byl onen dosavadní právní předpis. Důvodem pro přijetí tohoto zákona byl také postoj Ministerstva vnitra, které zamítalo návrhy na registraci občanských sdružení zaměřených jen na poskytování sociálních služeb či změnu stanov již existujících sdružení v tomto směru s odůvodněním, že je to v rozporu se zákonem č. 83/1990 Sb., který požaduje, aby činnost občanských sdružení nebyla výdělečná nebo nesloužila k zajištění řádného výkonu určitých povolání. Taková občanská sdružení měla odporovat spolkovým principům, a bylo jim proto ještě před účinností nového občanského zákoníku umožněno transformovat se do pro takové účely vhodnějších obecně prospěšných společností.
Občanský zákoník v § 3045 umožňuje transformaci sdružení na ústav nebo sociální družstvo podle jiného zákona, přičemž tato možnost není přímo omezena žádnou lhůtou.

### Vznik a zrušení spolku
Spolek jako samosprávný a dobrovolný svazek mohou založit alespoň tři osoby (není omezeno, zda fyzické či právnické) vedené společným zájmem k jeho naplňování. Spolek, který sdružuje spolky, se označuje jako svaz. Zakládacím aktem spolku je shoda nejméně tří zakladatelů na stanovách. Ty musejí obsahovat přinejmenším název a sídlo spolku, účel spolku, práva a povinnosti členů vůči spolku, popřípadě určení způsobu, jak jim budou práva a povinnosti vznikat, a určení statutárního orgánu spolku. Stanovy mohou určit výši a splatnost členského příspěvku. Stanovy spolku mohou založit pobočný spolek jako organizační jednotku; člen pobočného spolku se ze zákona považuje též za člena hlavního spolku. Stanovy mohou rozlišit více druhů členství s rozdílnými právy a povinnostmi. Stanovy musí být uloženy v sídle spolku. Zakládacím aktem spolku může být také usnesení ustavující schůze, pro niž návrh stanov připraví svolavatel. Zápis v listině přítomných na ustavující schůzi se pokládá za rovnocenný podání přihlášky, přičemž kdo hlasoval proti návrhu stanov, může od přihlášky odstoupit. Spolek však podle zákona vzniká až dnem zápisu do veřejného rejstříku; pokud však není zapsán do 30 dnů od podání návrhu na zápis ani není vydáno rozhodnutí o zamítnutí zápisu, považuje se uplynutím této lhůty spolek za zapsaný i bez zápisu. Pokud spolek pokračuje v činnosti i přesto, že byl jeho zápis zamítnut, použijí se ustanovení o společnosti.
Soud může spolek zrušit na návrh osoby, která na tom má oprávněný zájem, nebo i bez návrhu, pokud vyvíjí zakázanou činnost nebo pokud nutí třetí osoby ke členství ve spolku, účasti na jeho činnosti nebo jeho podpoře nebo pokud brání členům vystoupit. Dále soud zruší spolek za podmínek, které jsou obecně stanoveny pro zrušení právnické osoby, tedy vyvíjí-li nezákonnou činnost v míře narušující veřejný pořádek nebo nesplňuje-li požadavky vyžadované zákonem pro vznik spolku (to může být například pokles počtu členů pod tři) nebo je-li statutární orgán déle než dva roky neusnášeníschopný.
Členové spolku neručí za dluhy spolku. Nelze-li v případě zrušení spolku s likvidací určit likvidátora jinak, může soud jmenovat likvidátorem některého z členů statutárního orgánu, a to i bez jeho souhlasu, a není-li to možné, může jmenovat likvidátorem některého člena spolku, rovněž i bez jeho souhlasu. Takto jmenovaný likvidátor nemůže z funkce odstoupit, ale může požádat soud, aby jej „z funkce“ zprostil, pokud po něm výkon funkce nelze spravedlivě vyžadovat. Likvidátor naloží s jměním spolku podle stanov. Nelze-li s ním naložit podle stanov, nabídne likvidátor likvidační zůstatek spolku s obdobným účelem. Není-li to možné, nabídne jej obci, kde má spolek sídlo. Nepřijme-li jej obec, nabývá jej kraj. Obec nebo kraj mohou takto nabytý zůstatek využít jen k veřejně prospěšnému cíli. Likvidační zůstatek spolku se statusem veřejné prospěšnosti nelze použít k jiným cílům než veřejně prospěšným. S účelově vázanými dotacemi z veřejného rozpočtu naloží likvidátor podle rozhodnutí příslušného orgánu.
Spolky mohou fúzovat buď sloučením nebo splynutím. Ve smlouvě musí být určeno, který ze spolků je zanikající a který nástupnický. Návrh smlouvy o fúzi podléhá schválení členskými schůzemi zúčastněných spolků (a to bez ohledu na to, jsou-li v nich podle stanov členské schůze nejvyšším orgánem, ač zákon zmiňuje i možnost, že o fúzi nebo rozdělení rozhoduje podle stanov jiný orgán než členská schůze). Návrh na zápis fúze do veřejného rejstříků podávají společně všechny zúčastněné spolky. Členové statutárních orgánů spolků odpovídají ostatním spolkům za škody, které by způsobili zmařením zápisu.
Zákon upravuje rozdělení spolku sloučením a rozdělení spolku založením nových spolků. Projekt rozdělení schvaluje členská schůze spolku.

### Členství
Členství může vzniknout účastí na ustavující schůzi, přijetím za člena nebo jiným způsobem určeným stanovami, při zachování dobrovolnosti členství. Členství zaniká především vystoupením nebo vyloučením, ale může zaniknout i jiným způsobem, který stanoví stanovy nebo zákon. Pokud stanovy neurčují jinak, zaniká členství automaticky také tím, když člen nezaplatí členský příspěvek ani ve stanovené přiměřené lhůtě po urgenci, v níž je na tento následek upozorněn. Pokud stanovy neurčí jinak, členství se váže na osobu člena a nepřechází na jeho právního nástupce. Zákon nestanoví povinnost spolku vést seznam členů, avšak pokud takový seznam vede, musí stanovy určit způsob provádění zápisů a výmazů a způsob zpřístupnění seznamu či jeho nezpřístupnění. Uveřejnění seznamu je možné pouze se souhlasem všech členů, kteří jsou v něm zapsáni.

### Orgány
Orgány spolku jsou statutární orgán a nejvyšší orgán, popřípadě kontrolní komise, rozhodčí komise a další orgány určené ve stanovách. Stanovy mohou orgány spolku pojmenovat libovolně, nevzbudí-li tím klamný dojem o jejich povaze. Statutární orgán může být kolektivní (výbor) nebo individuální (předseda). Neurčují-li stanovy jinak, členy statutárního orgánu volí a odvolává nejvyšší orgán spolku. Neurčují-li stanovy funkční období členů volených orgánů spolku, je toto období pětileté a členové voleného orgánu mohou za zákonem stanovených podmínek kooptovat náhradní členy orgánu do nejbližšího zasedání orgánu příslušného k volbě.
Pokud stanovy nestanoví jinak, je nejvyšším orgánem spolku členská schůze. Statutární orgán může být totožný s nejvyšším orgánem spolku; pokud v takovém případě není s to vykonávat svoji působnost po dobu delší než jeden měsíc, pak působnost nejvyššího orgánu spolku přechází na shromáždění všech členů spolku, které svolá nejméně pětina členů spolku, nestanoví-li stanovy jinak.

### Členská schůze
Pokud stanovy neurčí něco jiného, použijí se pro členskou schůzi následující pravidla (§ 247 odst. 3 OZ):
Členskou schůzi (bez ohledu na to, zda je či není nejvyšším orgánem spolku) svolává statutární orgán spolku nejméně jednou za rok. Krom toho ji musí svolat, pokud o to požádá alespoň třetina členů spolku nebo kontrolní orgán spolku. Nesvolá-li statutární orgán zasedání členské schůze do 30 dnů od doručení podnětu, může podavatel podnětu svolat zasedání na náklady spolku sám. Každý člen spolku má právo se zúčastnit zasedání členské schůze a dostat na něm vysvětlení záležitostí spolku, které se týká předmětu zasedání. Členská schůze je usnášeníschopná za účasti většiny členů spolku, což nelze změnit ani stanovami (stanovy však nemusejí členské schůzi přiznat roli nejvyššího orgánu ani žádnou jinou rozhodovací pravomoc). Usnesení se přijímají většinou hlasů přítomných členů, přičemž každý člen má jeden hlas. Pro účely tohoto ustanovení se přihlíží ke druhu členství ve spolku, tj. v případě, kdy podle stanov mají někteří členové pouze poradní hlas. Do 30 dnů od ukončení zasedání musí být o něm vyhotoven zápis a každý člen smí do zápisů nahlížet.
Členská schůze může být konána formou dílčích členských schůzí, přičemž pro účely hlasování se zúčastnění členové a odevzdané hlasy sčítají. Stanovy mohou také určit, že působnost členské schůze plní shromáždění delegátů, přičemž každý delegát musí být volen stejným počtem hlasů s rozumnou odchylkou stanovenou stanovami.
Pokud členská schůze na svém zasedání není usnášeníschopná, může svolavatel svolat náhradní zasedání, na němž může být usnesení přijato za účasti libovolného počtu členů, nestanoví-li stanovy jinak.

### Kontrolní komise
Kontrolní komise nemusí být zřízena, avšak pokud ji stanovy zřizují, musí mít nejméně tři členy. Neurčují-li stanovy jinak, její členy volí a odvolává členská schůze. Pokud stanovy určují, že členy komise jmenuje nebo odvolává statutární orgán, nepřihlíží se k tomu. Členství v kontrolní komisi není slučitelné s členstvím ve statutárním orgánu ani s funkcí likvidátora.
Kontrolní komise dohlíží na řádné vedení záležitostí spolku a soulad činnosti spolku se stanovami a právními předpisy. Na zjištěné nedostatky kontrolní komise upozorní statutární orgán, případně další orgány určené stanovami. V rozsahu působnosti komise mají její pověření členové právo nahlížet do dokladů spolku a požadovat od členů orgánů spolku i od zaměstnanců spolku vysvětlení. Kontrolní orgán spolku je oprávněn svolat členskou schůzi spolku.

### Rozhodčí komise
Rozhodčí komise nemusí být zřízena. Je-li zřízena, rozhoduje sporné záležitosti náležející do spolkové samosprávy v rozsahu určeném stanovami. Pokud stanovy její působnost neurčují, pak komise rozhoduje spory mezi členem a spolkem o placení členských příspěvků a přezkoumává rozhodnutí o vyloučení člena ze spolku.
Členem rozhodčí komise může být jen bezúhonná, zletilá a plně svéprávná osoba (pro členy jiných orgánů spolku zákon takováto omezení nestanoví). Bezúhonnost se předpokládá, pokud proti ní nikdo nevysloví námitku. Členství v rozhodčí komisi je neslučitelné s členstvím ve statutárním orgánu nebo kontrolní komisi. Z činnosti rozhodčí komise je vyloučen člen, jemuž by okolnosti případu mohly bránit nebo brání rozhodovat nepodjatě.

### Spolkový rejstřík
Spolkový rejstřík byl zaveden zákonem č. 304/2013 Sb., o veřejných rejstřících právnických a fyzických osob, který nabyl účinnosti 1. ledna 2014, spolu s novým občanským zákoníkem. Zákon se zabývá celkem šesti různými veřejnými rejstříky právnických a fyzických osob, které zároveň prohlašuje za informační systémy veřejné správy a stanoví, že je vede rejstříkový soud v elektronické podobě a že zapsané údaje a listiny ze sbírky listin, která je součástí rejstříku, uveřejní způsobem umožňujícím dálkový přístup. Z povinnosti zveřejnění jsou vyjmuta rodná čísla osob, vložené listiny se však uveřejňují včetně rodných čísel. Ministerstvo financí je povinno uveřejnit způsobem umožňujícím dálkový přístup celkový seznam, tedy informace o osobách zapsaných v České republice s údajem, ve kterém z veřejných rejstříků jsou zapsány, a dalšími základními údaji z příslušných rejstříků. Spolkovým rejstříkem se speciálně zabývají § 26 až 30.
Spolkovým rejstříkem se podle § 124 a 125 ke dni 1. ledna 2014 stal jednak dosavadní Registr zájmových sdružení právnických osob a dále evidence občanských sdružení, odborových organizací, organizací zaměstnavatelů a jejich organizačních jednotek, které jsou oprávněny jednat svým jménem, vedená Ministerstvem vnitra podle zákona č. 83/1990 Sb., o sdružování občanů, a některé další evidence. Zákon stanoví postup a lhůty při předání údajů a transformaci rejstříků, včetně toho, že některé údaje jsou do nových rejstříků bez řízení přebírány ze základního registru osob. V souvislosti s tím zákon č. 304/2013 Sb. prohlašuje za spolky podle občanského zákoníku i některé typy organizací, kterými se občanský zákoník v přechodných ustanoveních nezabýval, například mezinárodní nevládní organizace a zvláštní organizace pro zastoupení zájmů České republiky v mezinárodních nevládních organizacích podle zákona č. 116/1985 Sb.
Zákon v § 3 odst. 3 předpokládá, že až do konce roku 2016 nemusejí být zápisy do spolkového rejstříku a vložené listiny uchovány v elektronické podobě. Zatímco v ostatních pěti rejstřících musely zapsané osoby podle § 122 přizpůsobit zapsaný stav zákonu pod sankcí zrušení do šesti měsíců, pro spolkový rejstřík stanoví zákon lhůtu tří let.
Do spolkového rejstříku se kromě spolků založených nebo uznaných podle českého občanského zákoníku zapisují též odborové organizace, mezinárodní odborové organizace, organizace zaměstnavatelů a mezinárodní organizace zaměstnavatelů, které rejstříkový zákon zahrnuje do legislativní zkratky „spolek“. Též se do něj zapisují pobočné spolky a pobočné organizace uvedených typů organizací, a případně další osoby, o nichž to stanoví zákon. Výslovně jsou v zákoně č. 304/2013 Sb. jmenovány zahraniční spolky vyvíjející činnost na území České republiky a pobočné spolky nebo jiné obdobné organizační jednotky zahraničních spolků vyvíjejících činnost na území České republiky.
Vyhledávání spolků je dostupné online, internetovou poradnu pro spolky vede Česká rada dětí a mládeže s finanční podporou Ministerstva školství, mládeže a tělovýchovy.

## Spolky a sdružení v dalších zemích
V Rakousku existují spolky (Vereine), které registruje ministerstvo vnitra. Centrální registr spolků (Zentrales Vereinsregister) byl zřízen roku 2006 a jsou na něm dostupné základní informace jako název spolku, sídlo, datum vzniku a složení statutárních orgánů. Nejsou zde však uvedeny kontaktní údaje na spolek ani jeho činitele.
V Německu existují registrované spolky (eingetragener Verein, zkratka e.V.). Jsou evidovány ve Společném registru zemí Spolkové republiky Německa (Gemeinsames Registerportal der Länder), přístup k některým informacím je zpoplatněn.
V Nizozemsku se spolky (Vereniging) registrují u Obchodní komory (Kamer van Koophandel), která vede rejstříky právnických osob a podnikatelských subjektů. Spolky mají povinnost zasílat stanovy i výroční zprávy a každoročně platit registrační poplatek.
Ve Velké Británii se neziskové organizace různých právních forem (označované obecně jako charities) registrují u Charitativní komise pro Anglii a Wales (The Charity Commission for England and Wales) a informace o nich (sídlo, kontakty, statutární orgány, poslání) jsou pak veřejně k dispozici na webových stránkách tohoto úřadu. Organizace s rozpočtem převyšujícím 10 000 liber mají navíc povinnost zveřejňovat výroční zprávy a organizace s rozpočtem větším než 25 000 liber pak povinnost zveřejňovat evidenci příjmů a výdajů.